# André Trousselier
André Trousselier (Parijs, 29 mei 1887 - Parijs, 10 april 1968) was een Frans wielrenner.
Hij won in 1908 de eerste editie van Luik-Bastenaken-Luik voor beroepswielrenners, nadat deze van 1892 tot 1894 al als amateurkoers verreden was. Hij bleef bovendien tot 1930 de enige niet-Belgische winnaar van "La Doyenne". 
Zijn broer Louis Trousselier won in 1905 de Ronde van Frankrijk.

## Belangrijkste resultaten
1908
- 1e Luik-Bastenaken-Luik

## Resultaten in voornaamste wedstrijden
| Jaar | Luik-Bast.‑Luik |
| ---- | --------------- |
| 1908 | Goud            |